# Urbano Del Drago Biscia Gentili
Urbano Del Drago, I principe di Mazzano ed Antuni (Roma, 9 marzo 1773 – Roma, 25 luglio 1851), è stato un principe italiano.

## Biografia
Nato a Roma il 9 marzo 1773, Urbano era figlio di Giovanni Battista Del Drago, marchese di Riofreddo, e di sua moglie Cecilia Negrone. Suo fratello era il cardinale Luigi Del Drago.
Alla morte di suo padre venne chiamato a succedergli al titolo di famiglia di marchese di Riofreddo. Intrapresa la carriera militare ed amministrativa nell'ambito della corte papale, divenne ispettore della milizia pontificia.
Nel 1814 prese in moglie la ricca ereditiera Elena Hofer Gentili e per ereditarne il cospicuo patrimonio, secondo le disposizioni della madre della sposa, mutò il proprio cognome aggiungendovi quello della casata dei Gentili. Elena era figlia d'elezione della marchesa Margherita Sparapani Gentili Boccapadule la quale era a sua volta stata erede della cospicua fortuna del cardinale Antonio Saverio Gentili e di suo fratello Filippo, comandante di un corpo di guardie pontificie. Da questo matrimonio ad ogni modo non nacquero eredi e la sposa morì dopo appena due anni di matrimonio e pertanto, nel 1821, Urbano decise di risposarsi con la principessa romana Teresa Massimo. In occasione del suo primo matrimonio conobbe e frequentò, seppur per breve tempo, Alessandro Verri, amico di sua suocera.
Nel 1830 divenne direttore della stamperia pontificia ma venne poco dopo sostituito da mons. Capaccini per incompatibilità nel suo ruolo e per il carattere aspro e forte, soprattutto nei confronti dei suoi sottoposti. Cita a tal proposito il Baldassarri in una relazione:
()
Il 19 giugno 1832 venne elevato da papa Gregorio XVI (che già lo aveva incluso nell'Ordine di San Gregorio Magno da lui stesso istituito) al titolo di principe sui feudi della sua famiglia di Mazzano ed Antuni. Nel 1836 promosse una serie di scavi archeologici in un suo terreno appena fuori di porta San Lorenzo, nell'area detta "Torrione degli scavi", occasione nella quale vennero reperite numerose epigrafe romane che vennero successivamente studiate dall'archeologo tedesco Karl Richard Lepsius il quale ne ricavò che la maggior parte di esse si riferissero all'editto De venalium rerum venditione emanato da Diocleziano. Nel 1842 divenne presidente del consiglio di liquidazione del debito pubblico dello Stato Pontificio. Nel 1845, alla morte di suo fratello il cardinale Luigi Del Drago, ne divenne suo erede universale. Il 18 marzo 1851 fu nominato Senatore di Roma.
Morì a Roma il 25 luglio 1851.

## Matrimonio e figli
Urbano sposò a Roma nel 1814 la nobildonna Elena Hofer Gentili (m. 1816). Da questo matrimonio non nacquero eredi e la sposa morì due anni dopo il matrimonio.
Alla morte della prima moglie, il 26 maggio 1821 si risposò con la principessa Teresa Massimo, figlia del principe Massimiliano Camillo VIII Massimo, I principe di Arsoli e di sua moglie, la principessa Maria Cristina di Sassonia. Da questo matrimonio nacquero i seguenti eredi:
- Filippo Massimiliano (1824 - 1913), II principe di Mazzano ed Antuni, sposò Maria Milagros Muñoz y Borbon, marchesa de Castillejo
- Teresa (1826 - 1892), sposò il conte Luigi Mastai Ferretti (nipote di papa Pio IX)

## Albero genealogico
|                                                                  |                 |                               | Genitori      |  |  | Nonni |  |  | Bisnonni                                           |  |  | Trisnonni                                        |  |
|                                                                  |                 |                               |               |  |  |       |  |  | Giovanni Battista del Drago, marchese di Riofreddo |  |  | Giovanni Pietro del Drago, marchese di Riofreddo |  |
|                                                                  |                 |                               |               |  |  |       |  |  | Giovanni Battista del Drago, marchese di Riofreddo |  |  | Giovanni Pietro del Drago, marchese di Riofreddo |  |
|                                                                  |                 | Francesca Panebianchi         |               |  |  |       |  |  | Giovanni Battista del Drago, marchese di Riofreddo |  |  |                                                  |  |
| Paolo Antonio del Drago Biscia, marchese di Riofreddo            |                 |                               |               |  |  |       |  |  | Giovanni Battista del Drago, marchese di Riofreddo |  |  |                                                  |  |
|                                                                  |                 | Ortensia Biscia               | Urbano Biscia |  |  |       |  |  |                                                    |  |  |                                                  |  |
|                                                                  |                 | Ortensia Biscia               | Urbano Biscia |  |  |       |  |  |                                                    |  |  |                                                  |  |
|                                                                  |                 | Ortensia Biscia               | Faustina Ugni |  |  |       |  |  |                                                    |  |  |                                                  |  |
| Giovanni Battista Del Drago Biscia, marchese di Riofreddo        |                 | Ortensia Biscia               |               |  |  |       |  |  |                                                    |  |  |                                                  |  |
|                                                                  |                 | Paolo Spada                   | …             |  |  |       |  |  |                                                    |  |  |                                                  |  |
|                                                                  |                 | Paolo Spada                   | …             |  |  |       |  |  |                                                    |  |  |                                                  |  |
|                                                                  |                 | Paolo Spada                   | …             |  |  |       |  |  |                                                    |  |  |                                                  |  |
| Caterina Spada                                                   |                 | Paolo Spada                   |               |  |  |       |  |  |                                                    |  |  |                                                  |  |
|                                                                  |                 | …                             | …             |  |  |       |  |  |                                                    |  |  |                                                  |  |
|                                                                  |                 | …                             | …             |  |  |       |  |  |                                                    |  |  |                                                  |  |
|                                                                  |                 | …                             | …             |  |  |       |  |  |                                                    |  |  |                                                  |  |
| Urbano Del Drago Biscia Gentili, I principe di Mazzano ed Antuni |                 | …                             |               |  |  |       |  |  |                                                    |  |  |                                                  |  |
|                                                                  | Antonio Negroni | Baldassarre Negroni de Gessis |               |  |  |       |  |  |                                                    |  |  |                                                  |  |
|                                                                  | Antonio Negroni | Baldassarre Negroni de Gessis |               |  |  |       |  |  |                                                    |  |  |                                                  |  |
|                                                                  | Antonio Negroni | …                             |               |  |  |       |  |  |                                                    |  |  |                                                  |  |
| Stanislao Negroni                                                | Antonio Negroni |                               |               |  |  |       |  |  |                                                    |  |  |                                                  |  |
|                                                                  |                 | Anna Felice Ottini            | Pietro Ottini |  |  |       |  |  |                                                    |  |  |                                                  |  |
|                                                                  |                 | Anna Felice Ottini            | Pietro Ottini |  |  |       |  |  |                                                    |  |  |                                                  |  |
|                                                                  |                 | Anna Felice Ottini            | …             |  |  |       |  |  |                                                    |  |  |                                                  |  |
| Cecilia Negroni                                                  |                 | Anna Felice Ottini            |               |  |  |       |  |  |                                                    |  |  |                                                  |  |
|                                                                  |                 | …                             | …             |  |  |       |  |  |                                                    |  |  |                                                  |  |
|                                                                  |                 | …                             | …             |  |  |       |  |  |                                                    |  |  |                                                  |  |
|                                                                  |                 | …                             | …             |  |  |       |  |  |                                                    |  |  |                                                  |  |
| Agnese Capocaccia                                                |                 | …                             |               |  |  |       |  |  |                                                    |  |  |                                                  |  |
|                                                                  |                 | …                             | …             |  |  |       |  |  |                                                    |  |  |                                                  |  |
|                                                                  |                 | …                             | …             |  |  |       |  |  |                                                    |  |  |                                                  |  |
|                                                                  |                 | …                             | …             |  |  |       |  |  |                                                    |  |  |                                                  |  |
|                                                                  |                 | …                             |               |  |  |       |  |  |                                                    |  |  |                                                  |  |